# لوت (سمك)

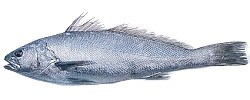

لوت (الاسم العلمي: Argyrosomus regius) هو نوع من أنواع الأسماك التي تنتمي لعائلة بهاريات (طبوليات). تشبه هذه الأسماك، بالشكل والهيئة، أسماك الشبص الأوروبي، حيث يكون لون جسدها فضي-متلألئ ولون فمها أصفر أو يميل للصفار. يتراوح طول هذه الأسماك من 40-50 سم لحوالي 2 متر، ويمكن أن يصل وزنها لحوالي ما يقارب 55 كجم.

## الوصف
حجم رأس أسماك اللوت كبير نسبيًا، ولهل عيون صغيرة الحجم جدًا، فمها كبير الحجم ويكون موجود في الوضع الطرفي من الرأس (أي في منتصف أو مركز مقدمة رأسها)، جسمها ممدود ومتطاول الشكل. يمكن رؤية الخط الجانبي بسهولة ويمتد حتى الزعنفة الذيلية. طول الزعنفة الظهرية الخلفية مقداره أطول بكثير من الزعنفة الأولى التي تحتوي على تسعة أشعة. الشعاع الأول من الزعنفة الشرجية قصير وشوكي والثاني رفيع جدًا. تحتوي مثانة السباحة على العديد من الزوائد المتدلية المتفرعة التي تهز من أجل إصدار صوت نعير الذي يمكن سماعه من مسافة تصل إلى ما يقارب 30 مترًا ويتم إصدار هذا النعير من قبل الذكور خلال موسم السرء. لون جسم هذه الأسماك هو فضي-متلألئ، مع سمات ذات لون برونزي ظهريًا. لون قواعد (نقط إنبثاق) الزعانف هو بني-حمراوي وتجويف الفم لونه أصفر-ذهبى أو زهري-برتقالي باهت. الحراشف كبيرة الحجم ويتواجد كل حرشف مقامه رابع بالترتيب، بزاوية مختلفة عن البقية. يمكن أن تنمو هذه الأسماك إلى حوالي 2 م في الطول وما يقارب 50 كجم في الوزن.

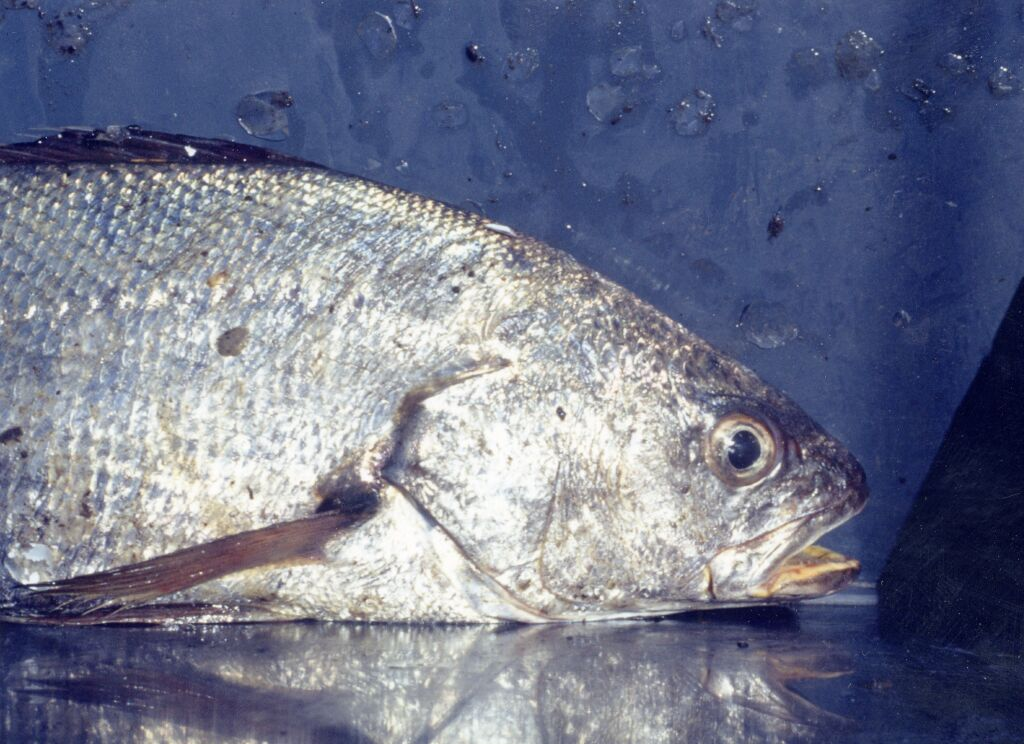

## التوزيع
تتواجد أسماك اللوت في شرق المحيط الأطلسي، من النرويج وحتى غرب أفريقيا ، ويشمل ذلك البحر الأبيض المتوسط والبحر الأسود. وقد استعمرت هذه الأسماك البحر الأحمر من خلال الهجرة له عبر قناة السويس. في أوروبا، نادرا ما تتواجد هذه الأسماك قبالة سواحل الجزر البريطانية (ثلاثة سجلات فقط توثق تواجدها) وحوالي الدول الاسكندنافية.

## السلوك وتاريخ الحياة
أسماك اللوت (الاسم العلمي : Argyrosomus regius) هي أسماك التي تعيش في النطاق ما قبل القاع، تعتبر هذه الأسماك oceanodromous (أسماك التي تهاجر عبر البحار فقط) وتتواجد في مناطق الجرف القري وفي المياه الساحلية القريبة من الساحل والشاطئ، حيث يمكن أن تتواجد بالقرب من القاع وكذلك من المياه السطحية والأعماق المتوسطة. الأسماك البالغة من هذا النوع تفترس وتتغذى على أسماك البوري الرمادي وعلى أنواع أسماك من الرنكات، مثل السردين التي تقوم بملاحقته في المياه المفتوحة. تتجمع الأسماك البالغة في المياه الساحلية من أجل السرء خلال فصلي الربيع والصيف. تفضل الأسماك اليافعة والأسماك التي تقارب جيل البلوغ من هذا النوع، التواجد عند مصبات الأنهار والبحيرات الشاطئة ، ويمكن تحديد مدى صحة ونسبة تمكن أسماك اللوت من هذا النوع في إكمال مراحل البلوغ، من خلال توفر هذه الموائل. هذه الأسماك تعتبر أسماك مهاجرة، على مستوى جميع الأجيال سواء الصغيرة أو البالغة، حيث تهاجر على طول الشاطئ والساحل أو بين المياه الساحلية والمياه البحرية استجابة لتغيرات درجة الحرارة. تتغذى أسماك اللوت (الاسم العلمي : A. regius) على الأسماك والقشريات التي تسبح، تتواجد أسماك اللوت غالبًا فوق الرمل، بالقرب من الصخور، على ارتفاع يتراوح ما بين 1 و 200 م، ولكن تتواجد بشكل شائع عند ما بين 15-100 م. مواقع السرء الرئيسية الثلاثة في شمال المحيط الأطلسي والبحر الأبيض المتوسط هي دلتا النيل وخليج داخلة نواذيبو وعند مصب النهر جرندة ، حيث يتجمع عدد كبير من الأسماك البالغة في هذه المواقع بين شهري مايو ويوليو. تتواجد مجموعات كبيرة من أسماك لوت (الاسم العلمي : A. regius) حول السفن المحطمة التي تم إغراقها عمدا لإنشاء مواطن وموائل جديدة لعدد من أنواع الأسماك التي يتم إصطيادها بشكل تجاري. تحدث معظم مراحل النمو لهذه الأسماك خلال أشهر الصيف وينخفض نشاط التغذية بدرجة كبيرة عندما تنخفض درجة حرارة المياه إلى أقل من 13-15 درجة مئوية. تغادر الأسماك اليافعة التي تكون حديثة الولادة مصبات الأنهار، الذي تكون قد أمضت به الأشهر القليلة الأولى في نهاية الصيف، وتنتقل إلى المياه الساحلية التي يتراوح أعماقها ما بين 20 و 40 م، حيث تقضي أشهر الشتاء. في فصل الربيع التالي، من منتصف شهر مايو، تعود الأسماك إلى مناطق التغذية لها عند المصبات. درجة حرارة الماء هو العامل الأكثر أهمية الذي يحدد الهجرة من أجل الغذاء والتكاثر عند هذه الأسماك. تنتج الأنثى البالغة من أسماك لوت (الاسم العلمي : A. regius) ،التي بشكل عام يبلغ طولها حوالي 1.2 متر، حوالي 800,000 بيضة ويبدأ موسم السرء عندما تكون درجة حرارة الماء ما بين 17-22 درجة مئوية. تتغذى أسماك لوت اليافعة على أسماك النطاق ما قبل القاع الصغيرة وعلى القشريات، وبمجرد نموها إلى طول يبلغ حوالي ما بين 30-40 سم، يتحول نظامها الغذائي إلى إستهلاك أسماك منطقة البحر المفتوح ورأسيات القدم.

## صيد الأسماك
يتم إصطياد أسماك اللوت (الاسم العلمي : Argyrosomus regius) لأهداف تجارية باستخدام شباك الجر والخطوط الطويلة والخطوط اليدوية. ويتم صيدها أيضا عند ممارسة هواية الصيد كنوع من الرياضة أو ترفيهيا. تم إصطياد عينات من هذه الأسماك في البرتغال في عام 2002، وقد بلغ طولها حوالي 1.8 متر وبلغ وزنها أكثر من 50 كجم، وتم بيعها بمبلغ قدره أكثر من 200 يورو. تتواجد فروع المسمكة الرئيسية لصيد أسماك اللوت في الوقت الحالي في موريتانيا والمغرب ومصر، وهي تمثل نسبة كمية إصطياد أكثر من 80٪ من الكميات المصطادة عالميا بشكل سنوي؛ التي تبلغ حوالي 10,000 طن. تعتبر مسمكة هذه الأسماك حوالي أوروبا ضئيلة نسبيًا وتقع على سواحل المحيط الأطلسي في إسبانيا والبرتغال وفرنسا، حيث تبلغ كمية الإصطياد السنوية حوالي 800 طن في فرنسا و 400 طن في البرتغال و 150 طنًا في إسبانيا.

## زراعة مائية
لا تزال عمليات تربية هذه الأسماك في مجال الزراعة المائية تجريبية في طبيعتها وتطبيقها، وتشتمل على إنتاج كثيف، في أحواض على سطح الأرض وفي أقفاص بحرية. هناك عدد قليل من المرافق التي تم إنشاؤها بشكل رئيسي في جنوب فرنسا، وتتواجد في كامارج وكان وكورسيكا ، وأيضا في لا سبيتسيا وأورتوبيلو في إيطاليا.